# Bagnoli di Sopra rosso
Il Bagnoli di Sopra rosso è un vino DOC la cui produzione è consentita nella provincia di Padova.

## Caratteristiche organolettiche
- colore: rosso rubino se giovane, tendente al granato se invecchiato
- odore: vinoso piuttosto intenso, con profumo gradevole
- sapore: asciutto, intenso, vellutato e armonico

## Produzione
Provincia, stagione, volume in ettolitri
- Padova (1996/97) 1234,06